# Cathrine Winnes
Cathrine Winnes Trevino, född 22 augusti 1977 i Oslo, är en norsk dirigent, saxofonist och konstnärlig ledare.

## Biografi
Cathrine Winnes började i barndomen att studera klassisk saxofon med studier för Ragnhild Holm i Norge, i Stockholm och Paris samt Norges Musikhögskola. För att vidga sin musikaliska verksamhet började hon sedan studera dirigering och musikpedagogik med diplomexamen 2004 i orkesterledning från Norges Musikhögskola, där hon studerade för professor Ole Kristian Ruud, och från Kungliga Musikhögskolan i Stockholm, där hon studerade för den legendariska Jorma Panula.
Förutom sitt arbete med den symfoniska standardrepertoaren har hon blivit hyllad för sina modiga och ovanliga program som innefattar både sällan framförd musik från romantiken och glömda 1900-tals juveler, exempelvis musik av kompositörer som Lili Boulanger och Grazyna Bacewicz. Hon har även uruppfört ett flertal nutida verk bland annat av Tebogo Monnakgotla, Andrea Tarrodi, Molly Kien och Benjamin Staern och inte minst lyfter hon fram musik av kvinnliga kompositörer. Sedan 2008 är hon även lektor i dirigering vid Norges Musikhögskola.
Winnes var 2013–2015 chefsdirigent och konstnärlig ledare för Östgöta Blåsarsymfoniker och 2015–2023 chefsdirigent och konstnärlig ledare för Blåsarsymfonikerna och för konsertverksamheten vid Musikaliska i Stockholm. Sedan 2021 är hon konstnärlig ledare för Båstad kammarmusikfestival.
Winnes har dirigerat flera av de professionella orkestrarna i Norden, i Norge bland annat Oslo filharmoniska orkester, Kringkastingsorkestret, Trondheims symfoniorkester, Tromsö symfoniorkester, Bergen filharmoniska orkester, Odense symfoniorkester i Danmark, Tampere Philharmonic i Finland samt Johannesburg och Durban Philharmonic Orchestras i Sydafrika. Inom operavärlden har hon dirigerat på bland annat Den Norske Opera & Ballett, Kungliga Operan i Stockholm, Göteborgsoperan, Malmö Opera och Estlands nationalopera. Sedan hösten 2016 är hon konstnärlig ledare och chefsdirigent för Blåsarsymfonikerna i Stockholm.
Cathrine Winnes har även blivit känd i sin dubbla roll som både dirigent, programledare och programutvecklare för SVT:s serie She Composes Like a Man (2019) i fyra delar och en filmad konsert där hon dirigerar Sveriges Radios Symfoniorkester. TV-serien tävlade på finalplats för det prestigefyllda TV-priset Guldrosen och behandlar gömd orkestermusik och de kvinnor som komponerade den. Serien sändes första gången 2019 på SVT. Under våren 2021 arrangerades She Composes Like a Man i en konsertversion på Musikaliska.
Under 2019 tilldelades Cathrine den norska Komponistföreningens jämställdhetspris 2019 med motiveringen "Priset tilldelas en person som under flera år arbetat för att främja jämställdhetsperspektivet på den kreativa musikscenen. Prismottagaren påverkar orkestrarnas etablerade standardrepertoar, så det utmanas både med musik som spelats mindre ofta och därmed också utvidgas för att rymma ett större musikutbud".
2020 var hon Sommarvärd i Sveriges Radio P1.